# Ernani Braga
Pour les articles homonymes, voir Braga (homonymie).
Ernani Braga, né Hernani da Costa Braga le 10 janvier 1888 à Rio de Janeiro et mort le 17 septembre 1948 à São Paulo est un compositeur, pianiste et chef d'orchestre brésilien, considéré comme appartenant à la deuxième génération des nationalistes en musique. Il a composé des œuvres pour voix, chœur, orchestre et piano. Il est peu connu en dehors de l'Amérique du Sud. Antônio Francisco Braga (en), avec lequel il est parfois confondu, a été son professeur et ami. Parmi les élèves d'Ernani Braga figure notamment Camargo Guarnieri.

## Biographie

### Jeunesse et formation
Ernani Braga est né à Rio de Janeiro le 10 janvier 1888 dans une famille portugaise, cinquième enfant sur neuf. Son père, João Joaquim da Costa Braga, est un marchand prospère qui s'est installé au Brésil au milieu du XIXe siècle. Sa mère est Antônia Maria Xavier Braga. La sœur aînée d'Ernani, Zaíra, s'intéresse également à la musique et elle devient son premier professeur. Son père meurt en 1897, et le garçon entre dans un internat du Colégio Salesiano de Santa Rosa à Niterói, où il reste jusqu'en 1904. Dès la deuxième année scolaire, il commence à diriger les messes et les chants chantés à la chapelle du collège. En 1904, Ernani Braga retourne auprès de sa mère et de ses frères et sœurs pour travailler dans l'entreprise familiale.
Il prend des leçons de piano avec Manuel Faulhaber et, en 1910, avec les encouragements de ce professeur, il entre à l'Instituto Nacional de Música pour y étudier le piano, la théorie, l'harmonie et le contrepoint. Ses professeurs sont Arthur Napoleão dos Santos, Alberto Nepomuceno, Alfredo Bevilacqua, Agnello França et Antônio Francisco Braga. En 1913, il est envoyé à Paris. Il y fait la connaissance de Vincent d'Indy, de Piaggio et du pianiste Lucien Wurmern. Ernani Braga approfondit ses compétences en composition grâce au Cours de composition musicale de d'Indy. Il se produit à la salle Pleyel. C'est également à Paris qu'il rencontre sa future épouse, Eponina D'Atri, fille de l'attaché culturel brésilien Alessando D'Atri. Il lui donne des leçons de piano et la même année, ils se marient.
En 1914, Ernani Braga revient à Rio de Janeiro pour poursuivre ses études à l'Instituto Nacional de Música. En 1916, il a un fils, prénommé Francisco, en l'honneur du professeur Antônio Francisco Braga. La même année, il obtient son diplôme avec distinction et une médaille d'or (le président du jury était le virtuose polonais Ignacy Paderewski). En 1919, il se présente à un concours pour l'obtention d'une chaire libre de piano et, en 1921, il occupe la chaire de son professeur Bevilacqua à l'Instituto Nacional de Música. En 1920, il a une fille, Vera, dont Antônio Francisco Braga est le parrain. Après être devenu professeur, il continue à donner des récitals et a nouer des relations avec différentes personnes du monde de la culture. Avec sa femme, il rencontre Heitor Villa-Lobos et sa femme.

### Modernisme et nationalisme
Dans les années 1921 à 1927, Ernani Braga réside à São Paulo, où il est professeur de piano au Conservatório Dramático e Musical. Pour s'installer à São Paulo, il a dû quitter son poste à l'Instituto Nacional de Música de Rio de Janeiro en juillet 1922. Il a également enseigné à Campinas, Araraquara et Jaboticabal. Parmi ses élèves figurent Adolpho Tabacow et Camargo Guarnieri.
Il participe à la célèbre Semaine d'art moderne de São Paulo en 1922 en tant qu'interprète des compositions de Heitor Villa-Lobos, et de la parodie d'Erik Satie sur la marche funèbre de Frédéric Chopin (no 2 des Embryons desséchés).
Après São Paulo, Ernani Braga s'installe à Recife, où il devient l'un des fondateurs du Conservatoire de Pernambouc en 1930. Il quitte la ville en 1939 et passe deux ans à donner des concerts à travers le pays. Entre 1942 et 1943, il réside à Buenos Aires, où il anime l'émission Hora do Brasil. En 1944, il retourne au Brésil. En 1946, il revient à São Paulo, où il meurt le 17 septembre 1948.

## Esthétique
Les premières compositions d'Ernani Braga datent du début des années 1920. Selon sa fille Vera, elles ont été fortement influencées par la tradition du lied et par les œuvres de Robert Schumann en particulier. La connaissance de Heitor Villa-Lobos et d'autres modernistes ainsi que les recherches sur le folklore ont fait du compositeur un adepte des idées nationalistes de Mário de Andrade. Ses compositions comprennent généralement des éléments de musique folklorique brésilienne et ses œuvres les plus importantes sont considérées comme des harmonisations de chants folkloriques.
L'œuvre la plus célèbre de Braga est Cinco canções nordestinas do folclore brasileiro (Cinq chansons du folklore brésilien du nord-est), un recueil basé sur des matériaux provenant d'une région comptant une importante population africaine. Leur influence produit des schémas rythmiques complexes et conduit à l'utilisation de dialectes africains. Le rythme de la parole devient un outil de composition important dans ces pièces.
Une autre œuvre importante de Braga est un recueil de chansons intitulé Cancioneiro Gaúcho, composé pour le bicentenaire de Porto Alegre en 1940. Il se compose de onze chansons, dont la dernière (Velha gaita) n'a été harmonisée que pour une voix et un piano, tandis que chacune des dix autres chansons a deux versions : pour deux voix de femmes et piano (cependant, dans la plupart des chansons, la deuxième voix est ad libitum) ou pour chœur de femmes a cappella (généralement à 3 ou 4 voix, bien que la Chimarrita soit à 5 voix). L'absence d'arrangement choral pour la dernière chanson a été expliquée par Ernani Braga par le manque de temps, mais un vieil enregistrement d'un tel arrangement laisse supposer que le compositeur l'a élaboré à un moment ultérieur.